# Hebesfenorotondă triunghiulară
În geometrie hebesfenorotonda triunghiulară este unul dintre poliedrele Johnson (J92). Având 20 de fețe, este un icosaedru neregulat.

## Geometrie
Este unul dintre aceste poliedre care nu pot fi create prin operații de „divizare și lipire” ale poliedrelor platonice sau arhimedice.
Johnson folosește prefixul hebesfeno- pentru a se referi la un complex asemănător unei pene format din trei lunule adiacente (o lunulă fiind un pătrat cu triunghiuri echilaterale atașate pe laturile opuse). De asemenea, sufixul -rotondă (triunghiulară) se referă la un complex din trei triunghiuri echilaterale și trei pentagoane regulate care înconjoară un alt triunghi echilateral, complex care este asemenea din punct de vedere structural cu rotonda pentagonală.
Este strâns legată de icosidodecaedru, un poliedru arhimedic. Cel mai evident este grupul de trei pentagoane și patru triunghiuri de pe o parte a poliedrului. Dacă aceste fețe sunt aplicate pe o zonă congruentă de fețe pe icosidodecaedru, atunci fața hexagonală se va afla în planul de la jumătatea distanței dintre două fețe triunghiulare opuse ale icosidodecaedrului.
Hebesfenorotonda triunghiulară are și grupuri de fețe care pot fi aplicate pe fețele corespunzătoare ale rombicosidodecaedrului: cele trei lunule, fiecare lunulă constând dintr-un pătrat și două triunghiuri adiacente la două laturi opuse ale pătratului.
Fețele din jurul fiecărui vârf (33.5) pot fi, de asemenea, aplicate pe fețele corespunzătoare ale diferitelor icosaedre diminuate.
Hebesfenorotonda triunghiulară este singurul poliedru Johnson care are fețe cu 3, 4, 5 și 6 laturi.

## Mărimi asociate

### Coordonate carteziene
Coordonatele carteziene ale vârfurilor hebesfenorotondei triunghiulare cu lungimea laturilor egală cu √5 − 1 sunt date de reuniunea orbitelor punctelor
{\displaystyle \left(0,-{\frac {2}{\varphi {\sqrt {3}}}},{\frac {2\varphi }{\sqrt {3}}}\right),\left(\varphi ,{\frac {1}{{\sqrt {3}}\varphi ^{2}}},{\frac {2}{\sqrt {3}}}\right),}
{\displaystyle \left(\varphi ,-{\frac {\varphi }{\sqrt {3}}},{\frac {2}{{\sqrt {3}}\varphi }}\right),\left({\frac {2}{\varphi }},0,0\right),}
sub acțiunea grupului generat de rotație în jurul axei z cu 120° și reflexia față de planul yz. Aici, {\displaystyle \varphi ={\frac {{\sqrt {5}}+1}{2}}} este secțiunea de aur. Primul punct generează triunghiul opus hexagonului, al doilea punct generează bazele triunghiurilor care înconjoară triunghiul anterior, al treilea punct generează vârfurile pentagoanelor vizavi de primul triunghi, iar ultimul punct generează hexagonul.
O a doua hebesfenorotondă triunghiulară, inversată, poate fi obținută prin negativarea coordonatelor a doua și a treia ale fiecărui punct. Acest al doilea poliedru va fi lipit de primul pe fața lor hexagonală comună, iar perechea va fi înscrisă într-un icosidodecaedru. Dacă fața hexagonală este scalată la secțiunea de aur, atunci anvelopa convexă a celor două poliedre va fi chiar icosidodecaedrul.

### Arie și volum
Următoarele formule pentru arie, A și volum, V sunt stabilite pentru lungimea laturilor tuturor poligoanelor (care sunt regulate) a:
{\displaystyle A=\left(3+{\frac {1}{4}}{\sqrt {1308+90{\sqrt {5}}+114{\sqrt {75+30{\sqrt {5}}}}}}\right)a^{2}\approx 16,388674~a^{2},}
{\displaystyle V={\frac {1}{6}}\left(15+7{\sqrt {5}}\right)a^{3}\approx 5,108746~a^{3}.}